# Ashley Judd
Ashley Tyler Ciminella Judd (Granada Hills, Los Angeles (Californië), 19 april 1968) is een Amerikaans filmactrice.

## Levensloop
Haar vader was een marketingmedewerker, die begin jaren zeventig scheidde van haar moeder. Tegenwoordig draagt ze de achternaam van haar moeder, zangeres en actrice Naomi Judd (1946-2022). Ze groeide voornamelijk op in de staat Kentucky en ging naar de baptistenkerk. Ze is de halfzus van countryzangeres Wynonna Judd.
Op 12 december 2001 trouwde ze met racecoureur Dario Franchitti. In 2013 is het stel gescheiden. Daarvoor had ze een relatie met Michael Bolton, Robert De Niro en Matthew McConaughey.

## Trivia
- Judd sloeg de rol van Catwoman, die later werd gespeeld door Halle Berry, af.

## Filmografie
| Jaar | Titel                                  | Rol                           | Opmerkingen                               |
| ---- | -------------------------------------- | ----------------------------- | ----------------------------------------- |
| 1992 | Kuffs                                  | vrouw van eigenaar verfwinkel |                                           |
| 1993 | Ruby in Paradise                       | Ruby Lee Gissing              |                                           |
| 1994 | Love Can Build a Bridge                | haarzelf                      |                                           |
| 1995 | Heat                                   | Charlene Shiherlis            |                                           |
| 1995 | Smoke                                  | Felicity                      |                                           |
| 1995 | The Passion of Darkly Noon             | Callie                        |                                           |
| 1996 | A Time to Kill                         | Carla Brigance                |                                           |
| 1996 | Normal Life                            | Pam Anderson                  |                                           |
| 1997 | Kiss the Girls                         | dr. Kate McTiernan            |                                           |
| 1997 | The Locusts                            | Kitty                         |                                           |
| 1998 | Simon Birch                            | Rebecca Wenteworth            |                                           |
| 1999 | Double Jeopardy                        | Elizabeth "Libby" Parsons     |                                           |
| 1999 | Eye of the Beholder                    | Joanna Eris                   |                                           |
| 2000 | Where the Heart Is                     | Lexie Coop                    |                                           |
| 2001 | Someone Like You                       | Jane Goodale                  |                                           |
| 2002 | Frida                                  | Tina Modotti                  |                                           |
| 2002 | Divine Secrets of the Ya-Ya Sisterhood | jonge Vivi Abbott Walker      |                                           |
| 2002 | High Crimes                            | Claire Kubik                  |                                           |
| 2004 | De-Lovely                              | Linda Porter                  |                                           |
| 2004 | Twisted                                | Jessica Shepard               |                                           |
| 2006 | Come Early Morning                     | Lucy Fowler                   |                                           |
| 2007 | Bug                                    | Agnes White                   |                                           |
| 2007 | India's Hidden Plague                  | haarzelf                      |                                           |
| 2009 | Helen                                  | Helen Leonard                 |                                           |
| 2009 | Crossing Over                          | Denise Frankel                |                                           |
| 2010 | Tooth Fairy                            | Carly Harris-Thompson         |                                           |
| 2011 | Dolphin Tale                           | Lorraine Nelson               |                                           |
| 2011 | Flypaper                               | Kaitlin                       |                                           |
| 2013 | Olympus Has Fallen                     | first lady Margaret Asher     |                                           |
| 2014 | Divergent                              | Natalie Prior                 |                                           |
| 2014 | The Identical                          | Louise Wade                   |                                           |
| 2014 | Dolphin Tale 2                         | Lorraine Nelson               |                                           |
| 2014 | Big Stone Gap                          | Ave Maria Mulligan            |                                           |
| 2014 | Love is a Verb                         | verteller                     | een documentaire van Terry Spencer Hesser |
| 2015 | The Divergent Series: Insurgent        | Natalie Prior                 |                                           |
| 2016 | The Divergent Series: Allegiant        | Natalie Prior                 |                                           |
| 2016 | Barry                                  | Ann Dunham                    |                                           |
| 2016 | Good Kids                              | Gabby                         |                                           |